# Biurokracja pierwszego kontaktu

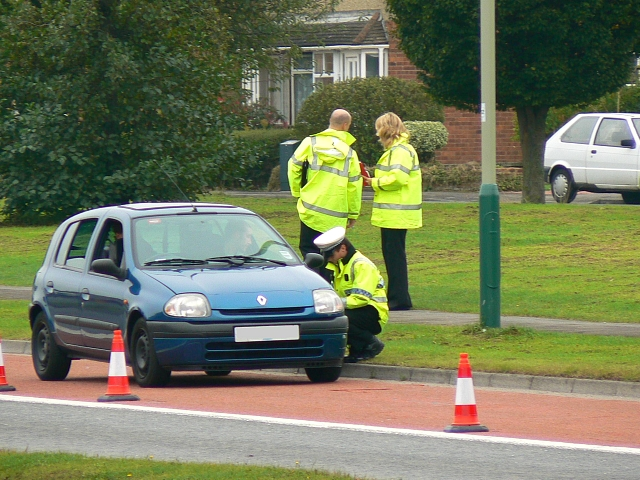
Policjanci sprawdzają dokumenty kierowcy na punkcie kontrolnym

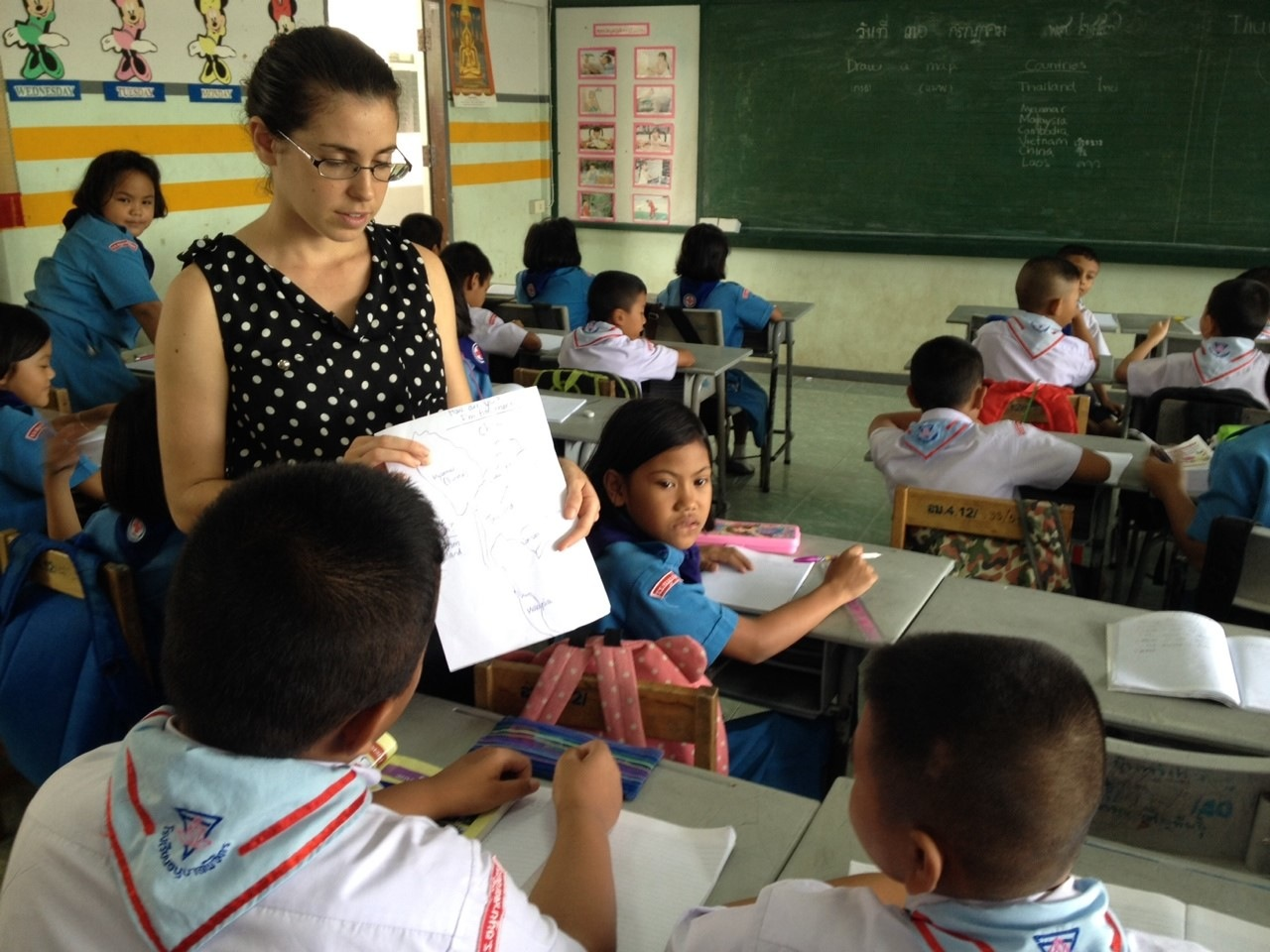
Nauczyciel instruujący uczniów

Biurokracja pierwszego kontaktu (ang. street-level bureaucracy) – działania kreowane przez grupę urzędników i pracowników służb publicznych, w tym społecznych, mających podczas wykonywania swych obowiązków bezpośrednią styczność z obywatelami, polegające na stosowaniu i interpretacji obowiązujących zapisów prawa oraz realizowaniu polityki kreowanej na wyższych szczeblach administracyjnych.
Według koncepcji sformułowanej przez Michaela Lipsky’ego w latach 80. XX wieku, polityki publiczne nie są rzeczywiście kreowane na najwyższych szczeblach administracji, lecz tworzone przez profesjonalistów (urzędników) pierwszego kontaktu, będących łącznikami pomiędzy obywatelem a światem organizacji. Do grupy tej należą m.in. policjanci, pielęgniarki, pracownicy socjalni, pracownicy służb komunalnych. Jako grupa charakteryzują się regularną i bezpośrednią interakcją z obywatelami lub odbiorcami usług publicznych oraz posiadaniem uprawnień do dostępu do pewnych informacji w odniesieniu do świadczonych usług, jak również możliwością nakładania sankcji w zakresie swych kompetencji. Według Lipsky'ego kontakt z przedstawicielem instytucji publicznej jest doniosłą chwilą życia ludzkiego, ponieważ to w interakcji z tą osobą obywatel bezpośrednio doświadcza rządów, które w drodze wyborów sam skonstruował.
Autorką polskiej wersji językowej pojęcia (biurokracja pierwszego kontaktu) jest Karolina Sztandar-Sztanderska.